# リウトガルト・フォン・ザクセン (東フランク王妃)
リウトガルト・フォン・ザクセン（ドイツ語：Liutgard von Sachsen, 845年ごろ - 885年11月17日）は、東フランク王ルートヴィヒ3世の妃。

## 生涯
リウトガルトはリウドルフィング家（ザクセン朝）の祖ザクセン公リウドルフとオーダ・フォン・ビルングの間に、840年から850年の間に生まれた。
リウトガルトは強い意志と政治的野心の持ち主であり、夫の信頼できる支持者であったことが知られている。ロートリンゲンをめぐる西フランク王ルイ2世と夫との争いにおいて重要な役割を果たし、この争いは876年のアンダーナッハの戦いにおいて終結し、最終的に880年に結ばれたリブモント条約において東フランク王国がロートリンゲンを手に入れた。

## 結婚と子女
874年11月29日以前に、アシャッフェンブルクにおいてリウトガルトはカロリング家の東フランク王ルートヴィヒ3世と結婚し、以下の子女をもうけた。
- ルイ（876年 - 879年） - フランクフルト王宮の窓から落ちて死去
- ヒルデガルト（875/81年 - 900年以降） - フラウエンキームゼー修道院の修道女

ルートヴィヒ3世の死後、882年にブルヒャルト1世・フォン・シュヴァーベンと結婚し、3人の子女をもうけた。
- ブルヒャルト2世（883/4年 - 926年） - シュヴァーベン大公
- ウダルリヒ（884/5年 - 885年）
- ディートピルヒ（テオベルガ） - フパルト・フォン・ディリンゲン（909年没）と結婚、アウクスブルク大司教ウルリヒの母